# Раш Хол (Мисури)
Раш Хол (енгл. Rush Hill) град је у америчкој савезној држави Мисури.

## Демографија
По попису из 2010. године број становника је 151, што је 21 (16,2%) становника више него 2000. године.
| Група             | 2000.        | 2010.       |
| Белци             | 130 (100,0%) | 145 (96,0%) |
| Афроамериканци    | 0 (0,0%)     | 0 (0,0%)    |
| Азијати           | 0 (0,0%)     | 0 (0,0%)    |
| Хиспаноамериканци | 0 (0,0%)     | 6 (4,0%)    |
| Укупно            | 130          | 151         |